# Maurice Suire
X. B. Leprince, de son vrai nom Maurice Jean Suire (né le 9 juillet 1908 à Châteauroux et mort le 8 mars 1980 à Auray), est un écrivain et officier français.

## Biographie
Fils de Georges Jean Louis Suire (1878-1937), officier, et de Marguerite Marie Lucie Sicot (1883-1963) couturière, balloté de garnison en garnison, Maurice Suire épouse à son tour le métier des armes et entre à Saint-Cyr - promotion Joffre (1930-1932 : 117e promotion). À sa sortie de Saint-Cyr il suit l’École des Chars, avant d’être affecté en Syrie puis de revenir en France. En 1940, capitaine affecté au 19e BCC, il est fait prisonnier sur le canal de la Sambre et passe cinq ans de captivité à l'Oflag X-B à Sandbostel (Basse-Saxe) (d'où une partie de son pseudonyme).
Il profite de sa captivité pour préparer certaines de ses futures œuvres et obtient de se faire envoyer ses livres pour travailler. Arguant de sa préparation à l'École de Guerre, en août 1942, moins de douze jours après le déclenchement de l’opération Barbarossa, il produit une note Synthèse des perspectives stratégiques qu’il fera parvenir à Alger ; ce travail ayant été fortement apprécié, le gouvernement d’Alger demande alors au cadre B de son Oflag de préparer l’évasion de Suire.
De 1945 à 1953, il occupe différents postes à Wurtemberg puis à Berlin et en Palatinat rhénan. Après un court séjour en France, il part pour la Tunisie et l'Algérie. De 1960 à 1967, il est affecté à Paris ; après un passage au Service Historique des Armées, il termine sa carrière comme conférencier à l'École de Guerre et adjoint au général commandant l'Institut des hautes études de Défense nationale.
Il se marie avec Marcelle Georgette Martin (1913-2003) et a quatre enfants : Robert, Claude, Bruno et Alain.
Officier de renseignements pendant une partie de sa carrière, Maurice Suire entretient des liens étroits, jamais totalement précisés, avec des cadres de l’armée suisse.
Auteur de jeunesse notamment pour les collections Signe de Piste et Rubans noirs et d'ouvrages d'histoire militaire et de stratégie, le colonel Maurice Suire utilise les pseudonyme de X.B. Leprince, Jim Cobbler, Migis et Eric Muraise (anagramme de son nom).
Membre de l'institut de polémologie, de l'Institut des Hautes Études de la Défense Nationale, le colonel Suire est à l’origine, avec le colonel Eugène Carrias et le professeur Courvoisier, du réveil de la pensée militaire, commencée par l’histoire, au lendemain de la Seconde Guerre Mondiale. Et il devient un auteur militaire important des années 1960 et 1970. Il est connu pour son Introduction à l'histoire militaire qui fonde sa pensée militaire et irrigue ses autres œuvres notamment son Histoire de la première guerre mondiale, en deux volumes, écrite en 1968 avec le général Fernand Gambiez ainsi que son traité de stratégie, L’Épée de Damoclès - la guerre en style indirect,, version abrégée d’un gros essai primitivement intitulé Les Mongols sont parmi nous. Enfin, c’est un des rares penseurs de la logistique, son manuel Comptes de la cuisinière sous-titré Influence de la logistique sur l'art de la guerre rappelle l'importance trop souvent négligée de la logistique,.
Il est l’auteur de nombreux articles dans diverses revues et d'une pièce pour la radio, écrite pour l'émission Carte Blanche, "Madame de Grégo, Agent double". Et également il est l’auteur de nombreuses conférences, tant à l'École de Guerre qu'à titre privé dans différents centres culturels.
Il s'intéressa aussi à l'Histoire, au mystère entourant Louis XVII (ses ouvrages servirent d'appui à Jean-Louis Foncine et Antoine de Briclau pour écrire Le Lys éclaboussé), à la légende du Grand Monarque, à Nostradamus, aux prophètes…

## Œuvres
- en collaboration avec le général Fernand Gambiez, Histoire de la Première Guerre Mondiale, t. 1 : Crépuscule sur l'Europe, Éditions Fayard, 1968[18],[19]
- en collaboration avec le général Fernand Gambiez, Histoire de la Première Guerre Mondiale, t. 2 : Grandeur et servitude d'une victoire, Paris, Éditions Fayard, 1968, 446 p.[19]
- en collaboration avec le général Fernand Gambiez, L'épée de Damoclès : la guerre en style indirect, Paris, Éditions Plon, 1967[11]

Articles
- « Les traces de Byzance », Revue de la Défense Nationale, no 139,‎ août-septembre 1956, p. 1010-1028
- « Honneur et Patrie », Revue de la Défense Nationale, no 216,‎ août-septembre 1963, p. 1290-1304
- « Les opérations en Méditerranée occidentale », Revue historique des Armées, no 91,‎ 1er mai 1968, p. 137-149

Sous le pseudonyme de X.B. Leprince
- Le raid des quatre châteaux, Éditions Alsatia, coll. « Signe de Piste » (no SDP 83 puis NSDP 99), 1955 puis 1979
- La neuvième croisade, Éditions Alsatia, coll. « Signe de Piste » (no SDP 84 puis NSDP 112), 1955 puis 1981
- Le Tesbi de nacre, Éditions Alsatia, coll. « Signe de Piste » (no SDP 95), 1956 - réédition sous le titre Dans le Sillage de l'Altair, Éditions G.P., coll. « Bibliothèque Rouge et Or », 1972
- Les signes de l'Empire, Éditions Alsatia, coll. « Signe de Piste » (no SDP 115 puis NSDP 122), 1958 puis 1982
- La Table de Tacfarinas, Éditions Alsatia, coll. « Rubans Noirs » (no RN 2), 1957
- Les comptes de la cuisinière : influence de la logistique sur l'art de la guerre, Éditions Berger Levrault, 1958
- Le chant des abîmes, Éditions Alsatia, coll. « Rubans Noirs » (no RN 20), 1961
- La croix d'Agadès, Éditions Alsatia (no RN 27), 1962
- Le crapaud d'ambre jaune, Éditions Alsatia, coll. « Rubans Noirs » (no RN 35), 1965
- Guillery de Saint Grill, Éditions Alsatia, coll. « Rubans Noirs » (no RN 43), 1966
- avec Michel de Peyret, L'Epée de Malte, Éditions Téqui, coll. « Défi » (no D 14), 2001 (réédition: 2005) (ISBN 9782740308844)

Sous le pseudonyme de Jim Cobbler
- Au Vent des Caraïbes, Éditions G.P., coll. « Bibliothèque Rouge et Or souveraine », 1963 - réédition aux éditions Alsatia, coll. « Signe de Piste » (n° SSDP 29), 1972
- Arizona story (Boishardy, 2), Éditions Alsatia, coll. « Signe de Piste » (no SDP 174), 1965 - réédition sous le titre Le Pays des Géants couchés, (n° SSDP 51), 1973
- La Bête sans nom (Boishardy, 3), Éditions Alsatia, coll. « Signe de Piste » (no SSDP 59), 1973

Sous le pseudonyme d'Eric Muraise
- Cavaliers des ténèbres, Éditions Alsatia, coll. « Signe de Piste » (no SDP 122), 1958[20]
- Karakoulé, Éditions Alsatia, coll. « Rubans Noirs » (no RN 16), 1960
- Histoire sincère des Ordres de l’Hôpital, Éditions Fernand Lanore, 1960
- Introduction à l'histoire militaire (préf. général de division Nicolas de Lardemelle), Éditions Charles Lavauzelle, 1964 – réédition en 2008 - traduit en grec
- L'insurrection royaliste de l'Ouest 1791-1800, Revue historique des Armées, n°4 p.65-93, 1966
- Du Roy perdu à Louis XVII, Psychanalyse d'un mythe national, Julliard, 1967 - réédité par le Cercle du Nouveau Livre d'Histoire - Traduit en italien
- Saint Rémy de Provence et les secrets de Nostradamus, Julliard, 1969
- Le livre de l'ange, Histoire et légende alchimique de Nicolas Flamel, Julliard, 1969
- Testament pour un monde futur, Julliard, 1971
- Histoire et Légende du Grand Monarque, Albin-Michel, 1976 - Réédité avec augmentation Ed. Le Livre de Poche, n°6802, 1978
- avec Maurice Etienne, Les treize portes du Temple et les six morts de Louis XVII, éd. de la Maisnie Tredaniel, 1980
- Voyance et prophétisme, Éditions Fernand Lanore, 1980
- Sainte Anne et la Bretagne, Éditions Fernand Lanore, 1980

Sous le pseudonyme de Migis
- en collaboration avec le général Malagutti, De Byzance à Byzance par l'atome, Paris, Éditions Berger-Levrault, 1957parfois attribué à Bernard Saint-Hillier[21]